# Laktagogum
Laktagogum jsou léčivo nebo rostlinná droga podporující sekreci mateřského mléka.

## Výskyt
- Fenykl obecný[2]
- Bedrník anýz[3]
- Jestřabina lékařská[4]